# Joseph Paul Franklin
Joseph Paul Franklin, nascut amb el nom de James Clayton Vaughn Jr., (13 d'abril de 1950 - 20 de novembre de 2013) va ser un assassí en sèrie nord-americà. Va ser declarat culpable de diversos assassinats i va ser condemnat a sis cadenes perpètues, així com una sentència de mort. Va confessar l'intent d'assassinat de dos homes prominents: l'editor de revistes Larry Flynt el 1978 i l'activista pels drets civils Vernon Jordan Jr. el 1980, tots dos van sobreviure a les seves ferides, però Flynt va quedar paralitzat, de forma permanent, de cintura cap a baix. Franklin no va ser condemnat en qualsevol d'aquests casos.
Franklin va estar en el corredor de la mort durant 15 anys, tot esperant execució en l'estat de Missouri per l'assassinat de Gerald Gordon ocorregut el 1977. Va ser executat mitjançant una injecció letal el 20 de novembre de 2013.

## Joventut
Franklin va néixer el 13 d'abril de 1950, amb el nom de James Clayton Vaughn, a Mobile (ciutat d'Alabama) al si d'una família pobra. Va sofrir greus abusos físics quan era nen. Ja a l'escola secundària s'havia interessat per primera vegada en el cristianisme evangèlic, i a continuació pel nazisme, i més tard es va sumar al Partit Nacional Socialista Popular Blanc i al Ku Klux Klan i fins i tot va canviar el seu nom pel de Joseph Paul Franklin, en honor de Paul Joseph Goebbels, ministre de la propaganda nazi d'Adolf Hitler, i del científic Benjamin Franklin. A la dècada de 1960 Franklin es va sentir motivat a començar una guerra racial després de llegir el Mein Kampf. "Mai he sentit el mateix per qualsevol altre llibre que he llegit", va explicar. "Hi havia alguna cosa sobrenatural en aquest llibre".

## Crims
Durant gran part de la seva vida, Franklin va ser un rodamón, vagant amunt i a baix de la Costa Est dels Estats Units a la recerca d'oportunitats per "netejar el món" de les persones que ell considerava inferiors, especialment els negres i els jueus. La seva principal font de suport financer semblava ser provinent de robatoris de bancs. Completava els seus ingressos amb donacions als bancs de sang, la qual cosa finalment va portar a la seva posterior captura pel FBI.
1977:
- El 7 d'agost de 1977, Franklin va atacar a una jove parella interracial, Alphonse Manning, Jr. i Toni Schwenn, en un estacionament al centre comercial East Towne Mall en Madison (Wisconsin). Va ser declarat culpable el 1986 de dos càrrecs d'assassinat en primer grau i va rebre dues cadenes perpètues consecutives.
- En la tardor de 1977, en els suburbis de Sant Luis, Missouri, Franklin es va amagar entre els arbustos prop d'una sinagoga i va disparar contra un grup que assistien als serveis. En aquest incident, Franklin va matar a Gerald Gordon de 42 anys. Per aquest fet Franklin va ser condemnat a mort al febrer de 1997.

1978:
- Franklin va dir que, el 6 de març de 1978, va utilitzar un rifle semiautomàtic Ruger calibre 44 per atacar a l'editor de la revista Hustler, Larry Flynt i el seu advocat Gene Reeves en Lawrenceville (Geòrgia), als Estats Units. En la seva confessió, Franklin va dir que l'atac havia estat una represàlia per una edició de Hustler mostrant sexe interracial.
- El 29 de juliol de 1978: Franklin es va amagar prop d'un restaurant de Pizza Hut en Chattanooga, Tennessee i li va disparar i va matar a Bryant Tatum, un home negre, amb una escopeta calibre 12; també va disparar a la núvia blanca de Tatum, Nancy Hilton, que va sobreviure. Franklin va confessar i es va declarar culpable, sent condemnat a cadena perpètua, així com una condemna per un robatori armat, sense relació a aquest cas el 1977.

1979:
- El 12 de juliol de 1979: En un dels restaurants de Tac Bell, Harold McIver (27), un jove negre, va ser atacat fatalment per una finestra a 150 iardes (140 m) a Doraville, Geòrgia (Estats Units). Franklin va confessar, però no va ser jutjat ni condemnat per aquest crim. Franklin va dir que McIver estava en estret contacte amb dones blanques, per la qual cosa ho va assassinar.

1980:
- El 29 de maig de 1980: Franklin va confessar haver disparat i ferit greument a l'activista de drets civils i president de la Lliga Urbana Vernon Jordan Jr., després de veure'l amb una dona blanca a Fort Wayne, Indiana. Franklin, inicialment, va negar qualsevol participació en el crim i va ser absolt, però més tard va confessar.
- El 8 de juny de 1980: Franklin va confessar haver matat als cosins Darrell Lane i a Dante Evans Brown a Cincinnati, Ohio. Ell estava esperant en un pas elevat per tal de disparar a una parella mestissa, però va disparar als nois en el seu lloc. Va ser condemnat el 1998 i va rebre dues condemnes a cadena perpètua per aquests assassinats.
- El 25 de juny de 1980: Franklin va utilitzar una pistola Ruger 44 per matar a dos autoestopistes, Nancy Santomero (19) i Vicki Durian (26), al comtat de Pocahontas, Virgínia de l'Oest. Va confessar el crim el 1997 a un assistent fiscal d'Ohio en el curs de la recerca en un altre cas; també va confessar haver recollit les joves blanques i decidit matar-les, després que una d'elles va dir que tenia un nuvi negre. Jacob Beard de Florida, va ser condemnat i empresonat injustament per aquests càrrecs el 1993. Va ser alliberat el 1999 i s'ordenà un nou judici basat en la confessió de Franklin.
- El 20 d'agost de 1980: Franklin va matar a dos homes negres, Ted Fields i David Martin, prop de Liberty Park, situat a Salt Lake City, Utah. Va ser jutjat per càrrecs federals de drets civils, així com de càrrecs estatals d'assassinat en primer grau.[7]

## Execució
Franklin va ser executat en un Centre Correccional de Bonne Terre, Missouri, el dimecres 20 de novembre de 2013. L'execució va començar a les sis de la tarda i fou declarat mort a les sis i disset minuts de la tarda. La seva execució va ser la primera amb injecció letal a Missouri fent servir pentobarbital exclusivament, en comptes del convencional còctel de tres drogues.
Se li van administrar 5 grams del Barbitúric pentobarbital. Deu minuts després fou declarat mort.
Tres testimonis van dir als mitjans que Franklin no semblava expressar dolor. Ell no va fer cap declaració final escrita i no va dir cap paraula en la càmera de la mort. Després de la injecció, va parpellejar un parell de vegades, va respirar amb dificultat també un parell de vegades, i va empassar saliva; el seu pit agitat es va desaccelerar, i finalment es va detenir, segons els testimonis.